# BMW M73
| M73                            | M73                                                  |
| ------------------------------ | ---------------------------------------------------- |
|                                |                                                      |
| Виробник:                      | BMW                                                  |
| Марка:                         | M73                                                  |
| Тип:                           | 60° V12                                              |
| Робочий об'єм:                 | 5,4-6,0 л (5379—5980 куб.см, 328—364 куб.дюймів) см3 |
| Максимальна потужність:        | 240—316 кВт кВт                                      |
| Максимальний обертовий момент: | 490—600 Н⋅м Н·м                                      |
| Конфігурація:                  | V                                                    |
| Циліндрів:                     | 12                                                   |
| Клапанів:                      | 24                                                   |
| Макс. швидкість:               | 226 км/год                                           |
| Розгін до 100 км/год:          | 9,6 с                                                |
| Екологічні норми:              | Euro 6                                               |
| Хід поршня:                    | 79 мм мм                                             |
| Діаметр циліндра:              | 85 мм мм                                             |
| Ступінь стиску:                | 12,0:1                                               |
| Охолодження:                   | рідинне охолодження                                  |
| Газорозподільний механізм:     | DOHC з VVT                                           |
| Матеріал блоку циліндрів:      | Алюміній                                             |
| Матеріал ГБЦ:                  | Алюміній                                             |
| Тактність (число тактів):      | 4                                                    |
| Рекомендоване паливо:          | Бензин Водень                                        |

BMW M73 — атмосферний бензиновий двигун V12 SOHC, який замінив BMW M70 і випускався з 1993 по 2002 рік. Його використовували в BMW E38 7 серії, E31 8 серії та Rolls-Royce Silver Seraph.

## Дизайн

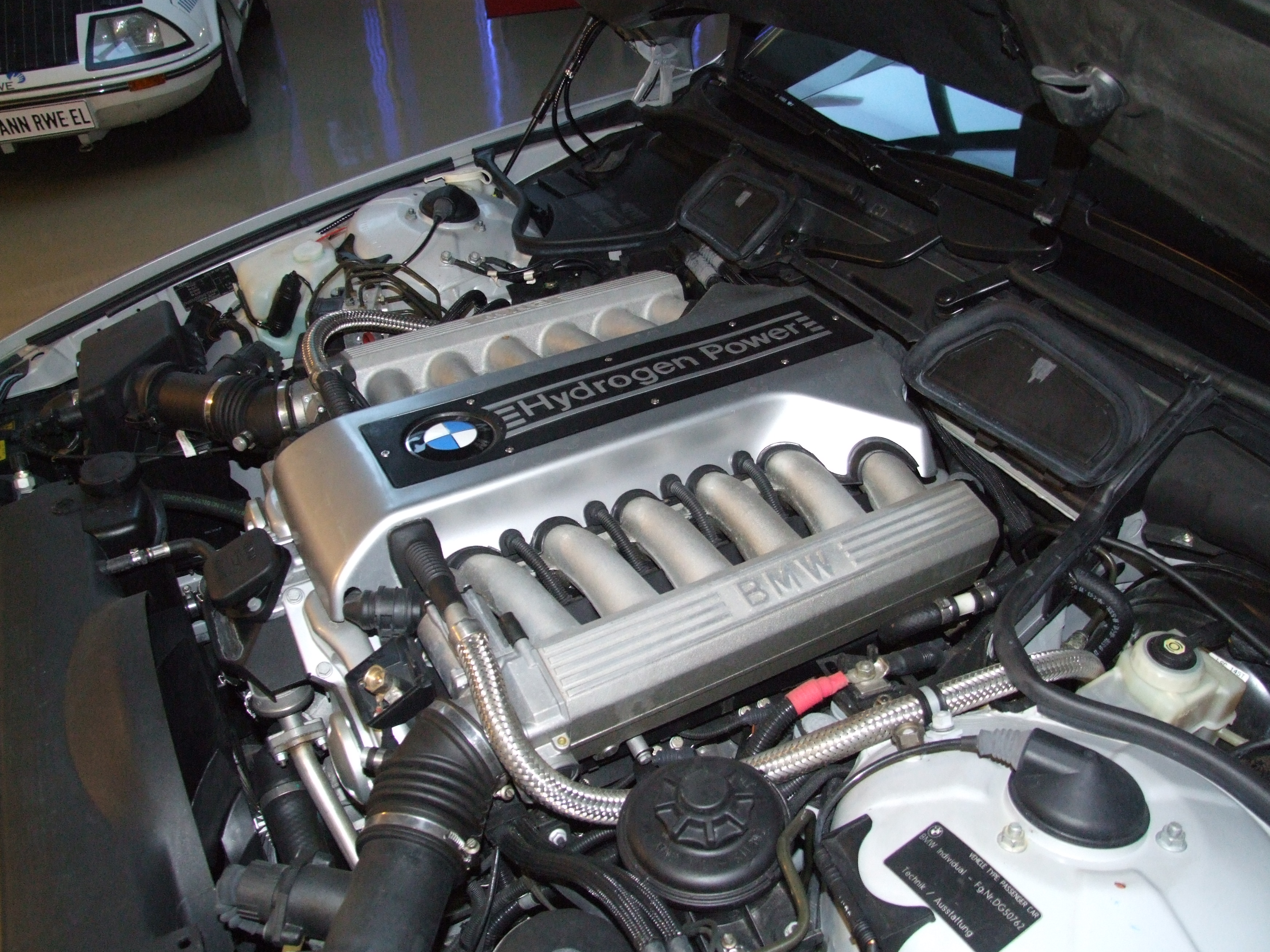
M73 воднева версія на BMW E38.

Порівняно зі своїм попередником M70, M73 має оновлений клапанний механізм із роликовим механізмом і збільшений робочий об'єм завдяки збільшенню діаметра циліндра на 1 мм (0,04 дюйма) до 85 мм і збільшенням ходу на 4 мм (0,16 дюйма) та кінцевий ходом поршня в 79 мм. У той час як більшість інших двигунів у лінійці BMW перейшли на подвійні верхні розподільні вали з чотирма клапанами на циліндр, M73 використовував один верхній розподільний вал із двома клапанами на циліндр. Однак інженери BMW створили прототип V12 з чотирма клапанами на циліндр під назвою M72, який видавав 265 кВт (360 к.с.; 355 к.с.) і 530 Н·м (391 фунт·фут) крутного моменту. Однак цей 48-клапанний двигун не за всіма параметрами відповідав вимогам комфорту класу великих седанів і, як наслідок, не пішов у виробництво.
Деякі версії двигуна мають два окремі блоки керування двигуном Bosch Motronic, тоді як інші використовують єдиний ЕБК Siemens.
Водневі версії двигуна мають a {\displaystyle \lambda \geq 3.0} концепція збідненого спалювання, яка дозволяє якісно контролювати крутний момент, подібно до дизельного двигуна (тобто без дроселювання двигуна). Завдяки нижчому LHV воднево-повітряної суміші та тому факту, що двигун був розроблений як двопаливний (бензин і водень), вихідна потужність знижена на 38 відсотків порівняно з версією двигуна, яка працює лише на бензині.

## Моделі
| Версія       | Об‘єм                            | Потужність                        | Крутний момент                           | Рік           |
| ------------ | -------------------------------- | --------------------------------- | ---------------------------------------- | ------------- |
| M73B54       | 5 379 куб.см (328,2 куб. дюймів) | 240 кВт (322 к.с.) при 5000 об/хв | 490 Н·м (361 фунт·фут) при 3900 об/хв    | 1994—1998 рік |
| M73TUB54     | 5 379 куб.см (328,2 куб. дюймів) | 240 кВт (322 к.с.) при 5000 об/хв | 490 Н·м (361 фунт·фут) при 3900 об/хв    | 1998—2002 рік |
| M73 (водень) | 5 379 куб.см (328,2 куб. дюймів) | 150 кВт (201 к.с.) при 5800 об/хв | 300 Н·м (221 фунт·фут) при 3000/хв       | з 2001 року   |
| Alpina       | 5 980 куб.см (364 куб. дюймів)   | 316 кВт (430 к.с.) при 5400 об/хв | 600 Н·м (442.54 фунт·фут) при 4200 об/хв | 1999—2002 рік |

### M73B54
Застосування:
- 1994—1998 E38 750i/750iL/L7
- 1994—1999 E31 850Ci

### M73TUB54
Через суворіші стандарти викидів 1999 модельний рік ознаменувався додаванням каталізатора з електронним підігрівом, термостата зі змінним MAP і генератора з водяним охолодженням.
Застосування:
- 1998—2001 E38 750i/750iL/L7/hL
- 1998 Cardi Curara
- 1999—2002 Rolls-Royce Silver Seraph
- 2009—2010 Symbol Design Lavazza GTX
- 2013 Monte Carlo Automobile Rascasse

### M72B54 прототип
У 1989 році в рамках техніко-економічного обґрунтування відділ розробки двигунів BMW виготовив чотириклапанну версію двигуна V12. Був виготовлений лише один двигун, який мав збільшений варіант двигуна M70B50 під назвою M72B54. Діаметр і хід було збільшено до 85 мм і 79 мм, а загальний робочий об'єм досяг 5,4 л, що відповідає значенням стандартного двигуна M73. Потужність і крутний момент зросли до 265 кВт (355 к.с.) і 530 Н·м (391 фунт·фут) відповідно.

## Нагороди
- Міжнародний двигун року 1999 — переможець у категорії "Найкращий двигун об'ємом понад 4,0 літра[2].